# Sveriges ambassad i Gaborone
Sveriges ambassad i Gaborone var Sveriges diplomatiska beskickning i Botswana som var belägen i landets huvudstad Gaborone. Beskickningen bestod av en ambassad och ett antal svenskar utsända av Utrikesdepartementet (UD). Ambassaden lades ned 2008.

## Historia
Sverige öppnade ambassad i Botswanas huvudstad Gaborone 1972. Den 2 september 1985 upprättades en ny ambassad i Lesothos huvudstad Maseru. Ambassadören i Gaborone var efter detta liksom tidigare sidoackrediterad från ambassaden i Gaborone. Ambassaden i Maseru lades ned 1993.
Den 15 november 2007 beslutade regeringen att ambassaden i Gaborone skulle läggas ner. Den stängdes sedan 2008. Sveriges ambassadör i Sydafrika är ackrediterad till Botswana och svarar för de löpande kontakterna med landet, liksom den konsulära verksamheten och främjandet av svensk handel tillsammans med Business Sweden.

## Beskickningschefer
| Namn                      | Period    | Funktion                          | Ackreditering                                |
| ------------------------- | --------- | --------------------------------- | -------------------------------------------- |
| Eric Virgin               | 1966–1970 | Ambassadör                        | Sidoackrediterad från ambassaden i Pretoria. |
| Carl Johan Rappe          | 1970–1973 | Ambassadör                        | Sidoackrediterad från ambassaden i Pretoria. |
| Ethel Wiklund             | 1972–1976 | Ambassadråd och chargé d’affaires |                                              |
| Iwo Dölling               | 1974–1975 | Ambassadör                        | Sidoackrediterad från ambassaden i Lusaka.   |
| Bo Kälfors                | 1975–1978 | T.f. chargé d’affaires            |                                              |
| Ove Heyman                | 1976–1979 | Ambassadör                        | Sidoackrediterad från ambassaden i Lusaka.   |
| Irene Larsson             | 1978–1978 | Chargé d’affaires                 |                                              |
| Irene Larsson             | 1979–1981 | Ambassadör                        | Sidoackrediterad till Maseru.                |
| Karl-Göran Engström       | 1981–1985 | Ambassadör                        | Sidoackrediterad till Maseru.                |
| Göran Zetterqvist         | 1985–1987 | Ambassadör                        | Sidoackrediterad till Maseru.                |
| Folke Löfgren             | 1987–1992 | Ambassadör                        | Sidoackrediterad till Maseru.                |
| Bengt Sparre              | 1992–1993 | T.f. chargé d’affaires            |                                              |
| Rasmus Rasmusson          | 1993–1996 | Ambassadör                        | Sidoackrediterad till Maseru.                |
| Christina Rehlén          | 1997–2001 | Ambassadör                        | Sidoackrediterad till Maseru.                |
| Birgitta Karlström Dorph  | 2001–2003 | Ambassadör                        |                                              |
| Annika Jagander           | 2004–2007 | Ambassadör                        |                                              |
| Marie Andersson de Frutos | ????–???? | Chargé d’affaires                 |                                              |